# شهرستان موگویتویسکی
شهرستان موگویتویسکی (به لاتین: Mogoytuysky District) یک شهرستان در روسیه است که در سرزمین زابایکالسکی واقع شده‌است.